# Matera
Matera – miasto i gmina we Włoszech, w regionie Basilicata, w prowincji Matera. Według danych z 31 grudnia 2016 gminę zamieszkiwało 60 351 osób. Historyczna część miasta, zwana Sassi, obejmuje unikatowe domostwa drążone w skale, jedynie z fasadami murowanymi. W 1993 roku Materę wpisano na Listę Światowego Dziedzictwa UNESCO. Matera była Europejską Stolicą Kultury 2019. W mieście znajduje się ośrodek Włoskiej Agencji Kosmicznej (ASI).
Siedziba rzymskokatolickiej archidiecezji Matera-Irsina.